# Matte painting
El "matte painting" consisteix en la creació de paisatges o escenaris realistes a partir de la integració o superposició de diferents imatges, il·lustracions o vídeos en una mateixa escena. Aquesta tècnica sovint es duu a terme amb programes 2D, 3D i de postproducció (Illustrator, Photoshop o After Effect). És un recurs molt utilitzat en pel·lícules, publicitat, cartells, portades de llibres, etc. El "matte painting" permet crear ambients o paisatges imaginaris que en la vida real resultarien impossibles (o gairebé impossibles) de capturar. Las primeres pel·lícules que varen usar aquesta tècnica foren: King Kong o Ciutadà Kane. Altres exemples de grans produccions que han usat el "matte painting" són: La guerra de les galàxies, ET, El senyor dels anells, Avatar o Transformers.
Tot i que anteriorment, i a partir dels estudis de Brunelleschi sobre la perspectiva cònica i les seves pintures fent ús del "trompe-l'œil" (com en la pintura El baptisteri de Sant Giovanni), la fotografia ja s'havia interessat per aquest aspecte i ja s'havia jugat amb l'ocultació i combinació de parts de la imatge (per exemple en Le Voyage dans la Lune de Georges Méliès), pot considerar-se com a pare del "matte painting" a Norman Dawn. Ell va situar un vidre, amb diversos elements dibuixats a sobre, entre l'escenari a gravar i la càmera, de manera que ambdues coses es capturessin en el fotograma. De fet, el concepte "matte painting" fa referència al fet que la pintura havia de ser opaca (i no brillant) per tal d'incrementar la sensació de versemblança.
El mateix Norman Dawn va millorar aquesta tècnica amb l'ús de màscares en la presa i en el positivat de les imatges, fet que multiplicava les possibilitats creatives de l'ús de la pel·lícula de cel·luloide. També va perfeccionar aquest recurs la utilització de maquetes situades estratègicament en l'escenari per fer-los més complexos, com passa en Ben Hur de 1925 per augmentar la sensació de grandiloqüència de l'amfiteatre. Aquest escenari seria millorat per William Wyler en la versió de Ben Hur de 1959, en color.Així, tradicionalment l'efecte de "matte painting" consistia en emmascarar una part del marc que després s'ompliria amb pintura, simulant formar part del decorat real.
Es diferenciava entre dos tipus de processos: el primer consistia en pintar una superfície transparent, adaptant les formes al fons; el segon en pintar (una vegada ja s'havien rodat les imatges) la part del negatiu emmascarada en negre (que havia estat preparada abans per tal que la llum no hi imprimís imatges). La darrera escena d'una gran producció que utilitzà la tècnica tradicional del "matte painting" fou produïda per Matte World Digital per al film del 1997 Titanic.
Els avenços en la tecnologia digital han permès un augment de les possibilitats creatives d'aquest recurs, fen-les gairebé infinites. Un exemple seria el fet de poder generar diferents nivells de profunditat a través d'un sistema de capes.